# Péter Pázmány
Péter Pázmány, jezuit (DJ) (izg.: Péter Pázmanj), imenovan tudi de Panasz (madžarsko Panaszi Pázmány Péter, latinsko Petrus Pazmanus, nemško Peter Pazman, slovaško Peter Pázmaň, slovensko: Peter Pazmanj, angleško Peter Pazman;) in Ogrski škrlatni Cicero ; * 4. oktober 1570 Veliki Varadin ; † 19. marec 1637 Bratislava, je bil madžarski jezuit, filozof, teolog, škof, kardinal, pridigar, pisatelj, publicist in politik.

## Življenjepis
Peter se je rodil 4. oktobra 1570 v Varadinu  v samostojni kneževini Transilvaniji v reformatorski  družini srednjega plemstva. Oče Nikolaj (Miklós Pázmány) je županoval v Biharju, a mati Marjeta (Margit Massai) je gospodinjila. 
1580 je začel hoditi v varadinsko šolo. Po smrti prve žene se je 1582 njegov oče oženil s katoličanko Barbaro (Toldy Borbála). Pod vplivom mačehe in prvega madžarskega jezuita Štefana (István Szántó) - sorodnika - se je kot trinajstletnik vrnil 1583 v katoliško vero, ki so jo izpovedovali tudi njegovi ne tako davni predniki. Razumeti moramo, da so zlasti ogrski plemiči menjali glede na razmere svojo veroizpoved skoro dnevno. Stric je menil, da je "stara" (tj. katoliška) vera le bolj zanesljiva od "nove" (tj. protestantovske). 1583-87 je postal gojenec jezuitske gimnazije v Klužu . Po prvem letniku filozofije je 1588 vstopil v jezuitski red in 1588-90 kot novinec v noviciat v Krakovu in Jaroslavu.
1597 do 1600 je v Gradcu poučeval filozofijo in sestavil pet latinskih priročnikov. 1598 je postal redni profesor za dialektiko, fiziko in metafiziko na temelju učenja svetega Tomaža Akvinskega. 1600 so ga poslali za madžarskega spovednika v Šalo  in Košice. 

### Cerkvene službe
Postal je prošt  v županiji Turócu , škof v Nitri in 1616 ostrogonski nadškof; končno pa 1629 kardinal in primas celotne Ogrske. Na svoj sedež v Ostrogonu pa ni mogel, ker so ga zasedali Turki; pravzaprav je stalno bival v Trnavi. 

#### Polemika s protestanti
Pazmanj se je zapletel v pisno polemiko in spor s Štefanom Magyarijem, protestantskim pridigarjem, ki je v knjigi Az országban való sok romlásoknak okairól (Vzroki za veliko pokvarjenost v deželi) 1602 obdolžil katoliško Cerkev za glavnega krivca. V svojem odgovoru Felelet Magyari Istvánnak (Odgovor Štefanu Magyariju) je Peter dokazoval, da pa je temu vzrok protestantizem. Prevedel je tudi Kempčanovo Hojo za Kristusom ter izdal ljudski molitvenik. Apologetične razprave so se vrstile in dosegle višek v 1613 objavljenem teološko-apologetičnem delu Hodoegus, vagy Isteni igazságra vezérlö Kalauz (Hodoegus ali vodilo k Božjim resnicam ). 
Pred njim se protestantovskim napadom na katolištvo nihče ni upal ugovarjati. Peter je s svojim znanjem - pa tudi hudomušnostjo - prisilil nasprotnike k molku. Med drugim je dejal tudi tole: "Luter je imel hude dvome, ali so njegove maše veljavne. Verjetno niso bile veljavne zato, ker je mislil na Katarino Bora." Katarina je bila njegova žena, prej nuna, ki je podobno kot njen mož zapustila samostansko življenje. Na tako "logiko" so protestanti osupnili. Seveda pa so bili njihovi očitki zoper katoličane mnogo hujši in zato si jih je Peter rad privoščil.
Njegovi železni logiki protestanti niso znali ugovarjati in so se mogli omejiti le še na osebne napade, tudi oborožene.

### Delovanje
Peter Pazmanj je bil najpomembnejši predstavnik katoliške obnove v kraljevini Ogrski. Na Slovenskem bi ga lahko primerjali s škofom Hrenom s katerim sta si bila celo sodobnika. 
Njegov nasprotnik je bil protestantovski pridigar (kalvinist) Štefan Magyari, ki je za vse nesreče in ujme v deželi naprtil krivdo »katoliškemu malikovanju«, na kar je dobil v odgovor tole Petrovo razlago: 
 Mi verujemo glede slik le to, kar o tem pravi Tridentinski koncil: »Svetim podobam je treba izkazovati primerno spoštovanje in češčenje; ne zato, ker bi bilo v njih skrito kako božanstvo ali moč, ki bi jo morali spoštovati, ali pa da bi od njih česa prosili; podobam izkazujemo češčenje zato, da bi častili tistega, ki ga slika predstavlja. Kadar se torej pred njimi priklonimo ali pokleknemo, molimo Kristusa, ki ga ta slika predstavlja.« To je resnično krščansko učenje o svetih podobah. Mi torej v slikah ne spoznavamo nikakršne Božje moči, dostojanstva ali oblasti, ničesar ne pričakujemo od njih. Tovrstno češčenje, ki ga kažemo pred podobami, ne dajemo lesu ali slikariji, amak Gospodu Kristusu; če pa slika predstavlja kakega svetnika, pred podobo izkazujemo čast samemu svetniku.
Ko je torej protestantizem katolištvo dolžil malikovanja v zvezi s češčenjem svetih kipov ali podob, je Peter razlagal, da se to češčenje nanaša pravzaprav na osebe, ki jih podobe ali kipi predstavljajo; v zadnji instanci pa na Boga, ki mu svete osebe služijo, in da zato pri tem ne more biti govora o malikovanju.
Pazmanj spada k prvovrstnim pridigarjem; za njegove razprave je značilna bolj logičnost kot leporečje. S pisanjem, pridiganjem in še zlasti s svojimi osebnimi stiki – v prvi vrsti s soplemiči – je privedel nazaj v katolištvo cele plemiške rodovine: tako družino Apponyi, Bánffy, Batthyány, Csáky, Esterházy, Forgách, Zrinyi, Wesselényi, Nádasdy, Rákoczy. Oni so uporabili svoj denar za spreobračanje nižjih družbenih slojev.
Kot nadškof je Peter uresničeval odloke Tridentinskega vesoljnega cerkvenega zbora: uvedel je rimski misal in zagovarjal duhovniški celibat. Veliko je storil tudi za odpiranje šol in semenišč. 1619 je zgradil Peter v Trnavi (Nagyszombat/Tyrnau)  vzgojni zavod za katoličane, 1623 na Dunaju semenišče Pazmaneum, v Trnavi pa semenišče Adalbertinum. V Bratislavi je utemeljil jezuitsko teološko šolo s študentskim zavodom v Novih Zamkih (Neuhäusl), v Kremnici (Kremnitz) pa frančiškanski (OFM) samostan. 1635 je v Trnavi ustanovil pomembno vseučilišče, ki so ga 1777 prestavili v Budimpešto. Njegova naslednika sta današnji Univerza Eötvös Loránd ter Katoliška univerza Péter Pázmány, ki nadaljuje svoje prvotno poslanstvo po padcu komunizma 1992.

### Mirovni sporazum
Peter je veliko prispeval k temu, da je prišlo do mirovnega sporazuma 1622 med kalvinskim vladarjem Transilvanije Bethlenom in katoliškim svetorimskim cesarjem Ferdinandom II.. Po tridesetletni vojni so protestantom zagotovili versko svobodo.
Nikolsburški mir je bil prvi mir med cesarjem Ferdinandom II. in Gabrijelom Bethlenom v tej dolgotrajni vojni. 11. oktobra 1621 so se začela mirovna pogajanja v Nikolsburgu (=Mikulov na južnem Moravskem). Bethlena sta zastopala Imre in Stanislav Thurzó, Ferdinanda pa Peter Pazmanj. Dosežen je bil tako, da je vsaka stran malo popustila. 6. januarja ga je podpisal Bethlen, 7. januarja 1622 pa cesar Ferdinand. V sporazumu je bila tudi določba, da morajo podložnikom omogočiti svobodno odločanje glede veroizpovedi tako zemljiški godpodarji kot tudi kralj.

## Dela
Kardinal Peter Pazmanj je bil plodovit znanstveni delavec, apologet in nabožen pisatelj; napisal je čez 250 razprav in 20 knjig, od katerih navajamo nekaj najpomembejših:
(madžarsko)
- Felelet az Magyari István sárvári prédikátornak az ország romlása okairul írt könyvére (Odgovori pridigarju Štefanu Magyariju na njegovo knjigo o vzrokih pokvarjenosti v deželi). Trnava 1603.
- Keresztyéni imádságos könyv (Krščanski molitvenik). Gradec 1606.
- Alvinci Péter uramhoz írt öt szép levél (Pet lepih pisem gospodu Petru Alvinciju). Bratislava 1609.
- Isteni igazságra vezérlő kalauz (Vodnik k Božjim resnicam). Bratislava 1613, 1623, 1637.
- Kempis Tamasnak Christvs követeserül Négy könyvei. Mellyeket magiarra forditott (Tomaža Kempčana štiri knjige o Posnemanju Kristusa). Dunaj 1604[23][24]
- Vasárnapokra és egynéhány ünnepekre rendelt evangéliumokról prédikációk (Pridige za nedelje in nekaj praznikov na temelju evangelijev). Bratislava 1636.
- Pázmány Péter bíbornok, esztergomi érsek összes munkái (Zbrana dela I–VII). Budimpešta 1894-1905.
- Pázmány Péter összegyűjtött levelei I-II (Zbrana pisma). Budimpešta, 1910-1911.

(nemško)
- Grazer philosophische Disputationen von Péter Pázmány. Paul Richard Blum, Piliscsaba 2003.  und Emil Hargittay (Katholische Péter-Pázmány-Universität).

## Smrt in spomin
Kardinal Peter Pazmanj je umrl 19. marca 1637 v Bratislavi, danes Slovaška. Pokopali so ga v Stolnici sv. Martina. 

### Odkritje groba
Njegov grob so naključno odkrili ponovno 2010.
Bratislavski nadškof Stanislav Zvolenský je 23. januarja 2010 sporočil, da so v stolnici svetega Martina pod prezbiterijem našli zemeljske ostanke Petra Pazmanja. V zvezi z lani začetimi (2009) izkopavnji je cerkveni zgodovinar József Halkó dejal: »Na temelju starih listin so začeli iskati grob z geo-radarjem in magnetometrom ter s pomočjo arheologov naleteli na grob.  Časopis „Vasárnapi Újság” je že  1850-ih let na temelju odkritja kaplana Nandorja Knauza poročal, da so našli kardinalov grob v stolnici. Pravzaprav so pa našli le ploščo z napisom, da so tam pokopani trije ostrogonski nadškofje: 
| Latinsko besedilo | Slovenski prevod |
| --- | --- |
| Tribus Magnis Hungariae Columnis. Petro Pazmano S. R. E. Cardinali, Et Archi-Episcopo Strigoniensi: Georgio Lippai Etiam Archi-Episcopo Strigoniensi: Georgio Szécséni itidem Archi-Episcopo Strigoniensi, Patriae Patribus: Quorum Veneranda Ossa Hac Requiescunt In Fossa, Posuit Hunc Lapidem Gratitudinis Ergo Illustris S. R. J. Princeps Paulus Esteras, Regni Hungariae Palatinus Anno Domini MDCCX. | Trem velikim stebrom Ogrske, Petru Pazmanju, svete rimske Cerkve kardinalu in ostrogonskemu nadškofu, Juriju Lippaiju, tudi ostrogonskemu nadškofu, ter Gregorju Szécséniju, prav tako ostrogonskemu nadškofu, očetom domovine, katerih častivredne kosti počivajo v tej jami, je postavil ta kamen v znamenje hvaležnosti presvetli vladar SRJ Pavel Esteras, palatin ogrskega kraljestva, leta Gospodovega 1710. |

V poročilu nadalje piše, da je bilo sporočilo na plošči jasno, grobove so pa morali šele iskati. Tako »so v prvih dveh grobovih našli tako nagrobna napisa kot kosti in naprsna križa. Na Pazmanjevem grobu pa ni napisa, verjetno iz varnostnih razlogov. V krsti je truplo pokrito s črnim talarjem in gumbi, ki ga pokriva pravokotno duhovniško pokrivalo imenovano biret; lasje in brada so dobro ohranjeni, obraz pa odkriva dostojanstveno resnost.« - Vsa poročila so poslai v Esztergom.
Pazmanjev grob so torej našli pri obnovi stolnice 12. septembra 1859 duhovnik Ferdinand Knauz in drugi starinoslovci. Telo je bilo še popolnoma ohranjeno. Na obrazu je manjkal nos in ustnice, imel pa je brado in biret na glavi z nekaj lasmi. Oblečen je bil v damast, na nogah je pa imel preproste usnjene čevlje.

### Ocena
- Peter je bil najpomembnejša osebnost v katoliški obnovi na Ogrskem. Za katolištvo se je bojeval tako dolgo in tako plemenito in njegovi napori so bili ovenčani s tako velikim uspehom, da lahko rečemo: rodil se je v protestantovski, a umrl je v katoliški Ogrski.[27]
- Njegov pomen je povzel Kosztolányi [28] še najpopolneje:

»On je oče in zakonodajalec madžarske proze… Če ga prebiram, ne čutim potrebe po jezikovni prenovi; ne vidim tiste pomanjkljivosti, ki je zaprepastila na začetku 18. stoletja tiste, ki so iz temelja hoteli preobrniti naš jezik in ga narediti primernega za nove naloge. Nočem zmanjševati zaslug tega gibanja. Gotovo pa je, da je pred njim bila naša proza korenitejša in jedrnatejša.« 

### Poimenovanja
Po njem se imenuje:
- Katoliška visokošolska ustanova v Budimpešti: Katoliška univerza Patra Pazmanja v Budimpešti (1635).[30]
- Pazmaneum – katoliško semenišče in vzgojni zavod na Dunaju (1623).
- V dunajskem okraju Leopoldstadt so po njem imenovali ulico »Pazmanitengasse«.